# Lac McSweeney
Lac McSweeney är en sjö i Kanada.   Den ligger i provinsen Québec, i den sydöstra delen av landet, 400 km norr om huvudstaden Ottawa. Lac McSweeney ligger 400 meter över havet.
Trakten runt Lac McSweeney är nära nog obefolkad, med mindre än två invånare per kvadratkilometer.